# Am (芸能事務所)
am合同会社（アム、英:  am Inc.）は、日本の芸能事務所。

## 概要
所属タレントは全て秋元康プロデュースの女性アイドルグループの元メンバー。
※2024年1月1日時点

## 沿革
- 2021年6月 - 会社設立[3]。
- 2021年6月23日 - 法人番号指定[4]。

## 所属タレント
- 堀未央奈（元乃木坂46）[5]
- 北野日奈子（元乃木坂46）[5]
- 相楽伊織（元乃木坂46）[6]
- 木﨑ゆりあ（元AKB48・元SKE48）[7]
- 田中美久（元HKT48）[8]